# Кривошеин, Игорь Александрович
И́горь Алекса́ндрович Кривоше́ин (фр. Igor Krivochéine; 22 февраля 1899, Санкт-Петербург — 8 августа 1987, Париж) — штабс-капитан лейб-гвардии конной артиллерии, участник движения Сопротивления во Франции, награждён медалью Сопротивления, узник нацистских и советских концентрационных лагерей, активный деятель французского масонства. Сын государственного деятеля Александра Кривошеина.

## Биография

### Участие в Первой мировой и Гражданской войнах
Окончил гимназию Русского собрания в Петербурге, ускоренный курс Пажеского корпуса. С осени 1916 — прапорщик лейб-гвардии конной артиллерии, служил в запасной батарее в городе Павловске. В феврале 1917 перед отправкой на фронт Первой мировой войны находился в Петрограде, был ненадолго арестован как офицер, доставлен в Таврический дворец и сразу же освобождён. Эти события описаны в книге А. И. Солженицына «Март семнадцатого».
Участник Первой мировой войны. После прихода к власти большевиков работал в конторе Саввы Морозова в Москве, затем скрывался от ареста в Тверской губернии, где под чужим именем работал на строительстве железной дороги. В октябре 1919 смог перейти линию фронта и вступил в Добровольческую армию, где служил в своей батарее. Завершил службу в 1920 в чине штабс-капитана лейб-гвардии конной артиллерии. В октябре 1920 эмигрировал из Крыма вместе с отцом, вскоре переехал во Францию.

### Эмигрант
Окончил физико-математический факультет Сорбонны (1922), Высшую электротехническую школу в Париже (1923), где получил диплом инженера. Работал в телефонной компании, в испытательной лаборатории общества «Апель», с 1928 — на заводе «Братья Лемерсье» в Клиши.
Сотрудничал с Русским общевоинским союзом, был членом совета Российского торгово-промышленного и финансового союза.

### Участие в движении Сопротивления
Во время Второй мировой войны занимал последовательно антифашистскую позицию. В июне 1941 вместе с рядом других русских эмигрантов был арестован, находился в лагере Руалье в Компьене, через шесть недель освобождён. Участник движения Сопротивления, организатор Комитета помощи русским заключённым лагеря Компьень. Вместе с матерью Марией принимал участие в спасении евреев от вывоза в Германию. Участник деятельности организации «Вольные стрелки», собирал информацию для сторонников генерала Шарля де Голля, скрывал и переправлял в Испанию сбитых над Францией лётчиков стран антифашистской коалиции.
В июне 1944 был арестован, подвергнут пыткам, приговорён к пожизненному заключению, которое отбывал в концлагерях Бухенвальд и Дахау. Находился на тяжёлых работах, был болен. В мае 1945 был освобождён американскими войсками и вернулся во Францию. Награждён Медалью Сопротивления.

### «Советский патриот»
После окончания Второй мировой войны активно занимался общественной деятельностью, был убеждённым советским патриотом — принял советское гражданство, сторонником возвращения эмигрантов в СССР. В 1945—1947 — председатель Содружества русских добровольцев, партизан и участников Сопротивления. В 1947 — один из основателей общества «Русская помощь», созданного для оказания социальной поддержки эмигрантам. В том же году был председателем учредительного съезда Союза советских граждан.
25 ноября 1947 был арестован вместе с рядом других советских граждан из числа эмигрантов и депортирован из Франции. Некоторое время находился в советской оккупационной зоне в Германии, затем репатриирован в СССР.

### Жизнь в СССР
В 1948—1949 жил вместе с женой и сыном в Ульяновске, где работал инженером на заводе Министерства электропромышленности.
В сентябре 1949 был арестован, обвинён в «сотрудничестве с мировой буржуазией», приговорён к десяти годам лишения свободы. Его жена после ареста мужа была уволена из Ульяновского пединститута, в котором преподавала иностранные языки. Находился в заключении в так называемой «шарашке» вместе с А. И. Солженицыным. В 1953 был переведён в Тайшет (Озерлаг), в 1954 — во внутреннюю тюрьму Министерства государственной безопасности на Лубянке. В том же году был освобождён.
С 1955 работал техническим переводчиком в Москве, продолжал знакомство с А. И. Солженицыным и другим узником «Марфинской шарашки», Львом Копелевым (прототипом Льва Рубина из романа «В круге первом»). Публиковал статьи и очерки о судьбе матери Марии, погибшей в нацистском концлагере.

### Возвращение во Францию
В 1974 вместе с женой выехал во Францию к эмигрировавшему ранее сыну.
Умер 8 августа 1987 года. Похоронен на кладбище Сент-Женевьев-де-Буа.

## Участие во французском масонстве
Был видным деятелем масонства. В 1922 году был посвящён в ложу «Астрея» № 500 Великой ложи Франции, до 1930 и в 1933—1935 годах — её досточтимый мастер. С 1928 года состоял в ложе совершенствования «Друзья любомудрия», был её секретарём (1930—1931) и первым стражем (1934—1935). В 1932 — канцлер капитула «Астрея». В 1932 — член-основатель ложи «Лотос». В 1931—1932 — обрядоначальник ложи «Юпитер». Возведён в 33° Древнего и принятого шотландского устава 4 ноября 1945 года, в 1945—1947 — член Русского совета 33 степени. В 1937—1947 — управляющий мастер Совета объединения русских лож Древнего и принятого шотландского устава.
В 1948 году исключён из всех масонских организаций в связи с отъездом в СССР.
В конце жизни, после возвращения во Францию, возобновил членство в масонских организациях. В 1975—1976 — член Верховного совета Франции, и второй великий страж капитула «Астрея». Входил в его состав до своей кончины.

## Семья
- Отец — Александр Васильевич Кривошеин (1857, Варшава — 1921, Берлин), российский государственный деятель, министр земледелия Российской Империи (соратника Столыпина) и председателя правительства Юга России генерала Врангеля (1921).
- Мать — Елена Геннадиевна Карпова (1870—1942), дочь Геннадия Фёдоровича Карпова и Анны Тимофеевны Морозовой, дочери купца Т. С. Морозова.
  - Брат — Василий (19.10.1892, Санкт-Петербург—1920[5]) скончался на Кубани от тифа в рядах Добровольческой армии в феврале 1920 года[6].
  - Брат — Олег (21.12.1894, Санкт-Петербург — 1920?[5]) сражался в рядах Добровольческой армии, попал в плен и был зверски замучен и убит красными приблизительно в феврале 1920 года.
  - Брат — Всеволод (1900—1985), офицер Белой армии в составе Дроздовского стрелкового полка, принял постриг на Афоне (с именем Василий), где провёл 22 года, стал всемирно известнейшим патрологом и богословом, впоследствии — архиепископ Брюссельский и Бельгийский.
  - Брат — Кирилл (1903—1977). Родился в Петербурге. Эмигрировал с матерью в 1919 г. Через четыре года в Париже окончил «École Libre des Sciences Politiques», после чего более сорока лет служил в одном из самых известных банков Франции (Лионский Кредит). С началом войны воевал на линии Мажино, попал в плен. Был деятельным участником французского Сопротивления и награждён медалью Сопротивления. Много путешествовал, был большим знатоком искусства. Написал объёмное исследование о жизни и деятельности своего отца («Александр Васильевич Кривошеин». Париж, 1973; М., 1993), послужившее материалом для А. И. Солженицына и его «Красного колеса», где А. В. Кривошеин и его сыновья выведены как действующие персонажи. К. А. Кривошеин скончался в Мадриде, похоронен на кладбище в Севре.
- Жена — Нина Алексеевна, урождённая Мещерская (1895, Сормово — 1981, Париж), дочь Алексея Павловича Мещерского («русского Форда»), до революции — совладельца и директора Сормовского машиностроительного завода. Н. А. Кривошеина автор мемуаров «Четыре трети нашей жизни», дважды издан в России (Имка-Пресс и «Русский путь» в серии А. И. Солженицына «Наше недавнее»), книга издана по-французски и легла в основу фильма «Восток — Запад».
  - Сын — Никита (р. 1934) Париж, выпускник Московского государственного педагогического института иностранных языков (1957), переводчик, журналист. В 1957—1960 находился в заключении в Дубровлаге по обвинению в антисоветской агитации (под вымышленным именем опубликовал статью во французской газете «Le Monde» с резкой критикой подавления советскими войсками восстания в Венгрии). В 1971 выехал во Францию, где работал синхронным переводчиком в ЮНЕСКО, ООН, Совете Европе и др. международных организациях. Публицист, общественный и религиозный деятель, кавалер ордена св. Даниила III степени. Женат на К. И. Кривошеиной (Ершовой). Сын Иван Кривошеин (р. 1976)

## Публикации
- Вместе со своей женой Н. А. Кривошеиной в 1946-47 годах издал два номера «Вестник русских добровольцев, партизан и участников сопротивления во Франции».
- Отчёт о резистанской работе И. А. Кривошеина. Париж, 1946 г., март.
- Русские участники Сопротивления // Журнал «Новоселье» № 35-36, 1947 г. Нью-Йорк
- В период пребывания в СССР до 1975 года написал воспоминания о матери Марии, Борисе Вильде, Анатолии Левицком, Вере Оболенской и др.
- Кривошеин И. А. Так нам велело сердце // Против общего врага. Советские люди во французском движении Сопротивления. М.: Наука. 1972, сс. 260—291